# Abbotsford (Wisconsin)
Abbotsford es una ciudad ubicada en el condado de Clark en el estado estadounidense de Wisconsin. En el Censo de 2010 tenía una población de 2.310 habitantes y una densidad poblacional de 329,48 personas por km².

## Geografía
Abbotsford se encuentra ubicada en las coordenadas 44°56′37″N 90°18′55″O / 44.94361, -90.31528. Según la Oficina del Censo de los Estados Unidos, Abbotsford tiene una superficie total de 7.01 km², de la cual 7.01 km² corresponden a tierra firme y (0%) 0 km² es agua.

## Demografía
Según el censo de 2010, había 2.310 personas residiendo en Abbotsford. La densidad de población era de 329,48 hab./km². De los 2.310 habitantes, Abbotsford estaba compuesto por el 81.95% blancos, el 0.09% eran afroamericanos, el 0.35% eran amerindios, el 0.69% eran asiáticos, el 0% eran isleños del Pacífico, el 16.41% eran de otras razas y el 0.52% pertenecían a dos o más razas. Del total de la población el 25.02% eran hispanos o latinos de cualquier raza.